# Стефан (епископ Сорренто)
Стефан (лат. Stephanus, итал. Stefano; IX век) — епископ Сорренто в 870-х годах.

## Биография
О Стефане известно из написанного в X веке жития его брата, святого Афанасия Неаполитанского (лат. Vita Athanasii episcopi Neapolitani).
Согласно этому историческому источнику, Стефан был младшим из четырёх сыновей герцога Неаполя Сергия I и Друзы (или Дросы). Его братьями были Григорий III, Цезарий и Афанасий. Когда родился Стефан, неизвестно, но это должно было произойти не ранее 832 года, даты рождения его старшего брата Афанасия.
Также как и Афанасий, Стефан с детства был предназначен родителями для духовной карьеры. Однако в отличие от брата, оставленного отцом в Неаполе и отданного для обучения епископу Иоанну IV Книжнику, Стефан в 840 году был отправлен «в Германию», то есть, вероятно, на территорию Франкской империи. Предполагается, что здесь он находился до 864 года.
Вероятно, уже вскоре после возвращения на Апеннинский полуостров Стефан был избран главой Соррентской епархии. Так как эта епархия находилась во владениях правителей Соррентского герцогства, предполагается, что Стефан получил епископский сан при содействии своих неаполитанских родственников и, возможно, короля Италии Людовика II. Дата восшествия Стефана на епископскую кафедру не установлена. Предыдущим известным главой Соррентской епархии был Ландульф, сведения о котором датируются 842 годом. Сам же Стефан упоминается в источниках как епископ только в 871 году. Тогда к нему в Сорренто в начале осени приехал его брат Афанасий, вынужденный бежать из возглавляемой им Неаполитанской епархии из-за преследований со стороны их племянника Сергия II. Проведя несколько месяцев у брата, Афанасий уехал в Рим для встречи с папой римским Адрианом II.
Об управлении Стефаном Соррентской епархией известно очень мало. В одной современной ему эпитафии упоминается, что при этом епископе была возведена церковь Святого Павла, а при ней основано одноимённое аббатство.
Достоверных сведений о дальнейшей судьбе Стефана не сохранилось. Одни историки, интерпретируя свидетельства «Жития Афанасия Неаполитанского», считают, что Стефан умер вскоре после отъезда своего брата из Сорренто. По их мнению, к моменту смерти Афанасия, скончавшегося 15 июля 872 года, соррентского епископа уже не было в живых. Согласно мнению других исследователей, Стефан жил ещё по крайней мере до 876 года, и именно его имел ввиду папа римский Иоанн VIII, когда 18 декабря в письме к князю Салерно Гвеферу упоминал о неназванном по имени соррентском епископе. Ещё по одному предположению Стефан Соррентский отождествляется с одноимённым епископом, управлявшим Неаполитанской епархией на рубеже IX—X веков. Однако тот, скорее всего, был сыном герцога Григория III.
Следующим после Стефана известным главой Соррентской епархии был упоминаемый в 913 году епископ Леопард.